# درغردو (حومة بم)
درغردو (بالفارسية: درگردو) هي قرية تقع في إيران في منطقة مركزية ريفية. يقدر عدد سكانها بـ 10 نسمة بحسب إحصاء 2016.